# Comuna de Zbąszyń
Zbąszyń (polaco: Gmina Zbąszyń) é uma gminy (comuna) na Polónia, na voivodia de Grande Polónia e no condado de Nowotomyski. A sede do condado é a cidade de Zbąszyń.
De acordo com os censos de 2004, a comuna tem 13 417 habitantes, com uma densidade 74,6 hab/km².

## Área
Estende-se por uma área de 179,77 km², incluindo:
- área agricola: 38%
- área florestal: 50%

## Demografia
Dados de 30 de Junho 2004:
|                      | Total   | Total | Mulheres | Mulheres | Homens  | Homens |
| -------------------- | ------- | ----- | -------- | -------- | ------- | ------ |
|                      | pessoas | %     | pessoas  | %        | pessoas | %      |
| População            | 13 417  | 100   | 6956     | 51,8     | 6461    | 48,2   |
| Densidade (pop./km²) | 74,6    | 100   | 38,7     | 38,7     | 35,9    | 35,9   |

De acordo com dados de 2002, o rendimento médio per capita ascendia a 1251,76 zł.

## Subdivisões
- Chrośnica, Łomnica, Nądnia, Nowa Wieś-Zamek, Nowa Wieś Zbąska, Nowe Jastrzębsko, Nowy Dwór, Perzyny, Przychodzko, Przyprostynia, Stefanowice, Stefanowo, Strzyżewo,

Zakrzewko.

## Comunas vizinhas
- Babimost, Miedzichowo, Nowy Tomyśl, Siedlec, Trzciel, Zbąszynek